# Ericeia canipuncta
Ericeia canipuncta là một loài bướm đêm trong họ Erebidae.